# 罗萨丽奥·穆里略
罗萨丽奥·玛丽亚·穆里略·桑布拉纳（西班牙語：Rosario María Murillo Zambrana，發音：[roˈsaɾjo muˈɾiʝo]；1951年6月22日—），尼加拉瓜政治人物、诗人，尼加拉瓜总统丹尼尔·奥尔特加的夫人。自2025年1月起与丈夫一同担任尼加拉瓜联合总统。
穆里略曾于2017年—2025年担任尼加拉瓜副总统（该国第二高职位），2007年—2025年担任尼加拉瓜第一夫人，还曾担任尼加拉瓜政府的主要发言人、政府部长、桑地诺文化工作者协会（Asociación Sandinista de Trabajadores de la Cultura）主席及通信和公民委员会（Consejo de Comunicación y Ciudadania）沟通协调员。2021年8月，她因涉嫌侵犯人权而受到欧盟制裁。